# المدرسة التوفيقية الثانوية
المدرسة التوفيقية الثانوية للبنين بشبرا هي مدرسة مصرية قديمة وعريقة يرجع تاريخ إنشائها إلى عام 1881، تقع في حي شبرا بمدينة القاهرة وتعد واحدة من أشهر المدارس بها، حيث ساهمت عبر تاريخها في تخريج الكثير من السياسيين والمشاهير

## تاريخ
مبنى المدرسة القديم كان قصرا بناه وإلى مصر محمد سعيد باشا سنة 1855م ليكون دار نزهته في بعض أيام السنة، وقد بناه على الطراز الفرنسي، وجعل فيه حديقة بديعة نمق حواشيها بالأزهار البديعة وأجرى إليه الماء في قنوات تحت الأرض حتى فاق القصور المجاورة، وكان يحيط به العديد من الحدائق، وفي أبريل سنة 1876 حوله الخديوى إسماعيل كقصر ضيافه لكبار الزوار، نزل فيه وفود وامراه مثل السلطان العثمانى عبد العزيز وأمير مكة الشريف عبد الله وغيرهم،
في إبريل سنة 1876م أعده الخديوي إسماعيل ليكون مرتعا للإمارة، ومثابة للحكم، وفي نفس العام نزل به السلطان عبد العزيز خليفة المسلمين عند زيارته لمصر، فسر منه، وأعجب به، وأخذه جماله، وحسن شكله، فأمر أن يؤخذ له رسمه ليبنى له على منواله في ضفاف البوسفور. وبعد ذلك جعله الخديوي إسماعيل دار ضيافة لمن يفد على مصر من كبار الوفود؛ فنزل به أمير مكة: الشريف عبد الله، ومن إعجابه بهذا القصر بعد عودته إلي مكة بنى بالطائف ضاحية أسماها شبراتذكارا لزيارته ذلك القصر.ولما آل العرش إلى توفيق باشا لبث مدة معدًا للضيافة، إلى أن تنازل عنه لنظارة المعارف سنة 1881م،
وقد كتب في ظاهر قبة القصر العبارتان: وما توفيقي إلا بالله، طلب الأدب أولى من طلب الذهب، فكانتا بشيرًا بما سيكون لهذه الدار من التوفيق في تخريج عدد وافر من أبناء الأمة النابهين.
وقام الخديوى توفيق بالتنازل عن القصر وومنحه لنظارة المعارف (وزارة التعليم) في سنة 1881, اللى حولتها لمدرسه وكتبوا في ظاهر قبة القصر عبارة: "وما توفيقي إلا بالله، طلب الأدب أولى من طلب الذهب، فكانتا بشيرًا بما سيكون لهذه الدار من التوفيق في تخريج عدد وافر من أبناء الأمة النابهين". في سنة 1916 طلب السطان حسين كامل بتسميه المدرسة التوفيقيه تخلد لذكرى اخاه الخديوى توفيق.

## إدارة المدرسة
أول مدير للمدرسة هو السيد موجيل بك - بريطاني الجنسية، تولى إدارة المدرسة من سبتمبر 1881الى نوفمبر 1885، وكان عدد الطلاب في أول سنة دراسية 29 طالبا.

## أشهر خرجيين المدرسة[4]

### سياسيون ووزراء
- عبد الخالق ثروت باشا - رئيس الوزراء
- عبد الفتاح يحيى باشا - رئيس الوزراء
- محمد محمود باشا - رئيس الوزراء
- الفريق أول يوسف صبري أبو طالب - وزير الدفاع الأسبق
- الدكتور رفعت المحجوب - رئيس مجلس الشعب الأسبق
- الدكتور صبحي عبد الحكيم - رئيس مجلس الشورى الأسبق

### اقتصاديون وعلماء
- طلعت حرب باشا - أبو الاقتصاد المصرى وأحد الشخصيات البارزة في تاريخ مصر.
- نجيب محفوظ باشا - أحد أشهر أطباء امراض النساء والولادة في مصر في نهاية القرن التاسع عشر
- الدكتور احمد زكى باشا - رئيس جامعه القاهرة الأسبق ومؤسس مجلة العربي
- جمال حمدان - مؤرخ
- الأستاذ أحمد حمروش - مؤرخ وسكرتير عام منظمة التضامن الأفرو أسيوي

### شعراء ومؤلفون
- الشاعر أحمد زكى أبو شادي مؤسس مدرسة أبوللو الرومانسية
- الشاعر إبراهيم ناجى
- الكاتب الصحفي الأستاذ أحمد شفيق بهجت
- الكاتب الصحفي الأستاذ صلاح منتصر

### فنانون
- الفنان عماد حمدى
- الفنان عبد الوارث عسر
- الفنان يوسف شعبان